# Aechmea lingulatoides
Aechmea lingulatoides är en gräsväxtart som beskrevs av Elton Martinez Carvalho Leme och Hans Edmund Luther. Aechmea lingulatoides ingår i släktet Aechmea och familjen Bromeliaceae. Inga underarter finns listade i Catalogue of Life.